# Цистерциански орден
Цистерцианският орден (на латински: Ordo Cisterciensis, съкр. O. Cist) е католически монашески орден, основан от Робер Молемски. Създаден в абатство Сито през 1098 г., когато се е отделил от бенедиктинците.

## Организация
Всички членове на ордена са обединени в конгрегация, ръководена от Генерален капитул, който ежегодно инспектира всички манастири.
Конституцията на ордена се нарича Харта на Милосърдието (Carta caritatis) и е написана от един от основателите на ордена Стивън Хардинг през 1119.
Облеклото на цистерцианците е изцяло бяло, с черен капишон и черен вълнен колан, поради което често са наричани „белите монаси“. Водят строг, почти затворнически живот. В духовните практики преобладават аскетизма и мълчаливото съзерцание. Към 2015 орденът има 80 мъжки манастира с 1626 монаси и 58 женски манастира с 825 монахини.

## История
Името на ордена идва от първия манастир, основан от Св. Робер Молемски – Цистерциум, в Бургундия, Франция. Робер бил потомък на знатен шампански род, постъпил на младини в бенедиктинския орден. Недоволен от недостатъчно аскетичния им живот, той дълго време изучавал уставите и начина на живот в старите манастири. През 1098 заедно с 20 свои последователи той основава манастира Цистерциум, а с него и ордена.
Първоначално голямата строгост на цистерцианците препятствала привличането на голям брой привърженици, но след като през 1112 в ордена постъпва Св. Бернар от Клерво, броят на членовете рязко се увеличава и става един от най-големите католически. Към 1200 г. броят на цистерцианските манастири вече е около 2000 (Франция, Германия, Великобритания, Испания, Италия и Унгария). Поради голямото влияние на Св. Бернар върху ордена и до днес неговите членове често са наричани и бернардинци.